# Hoer van Babylon

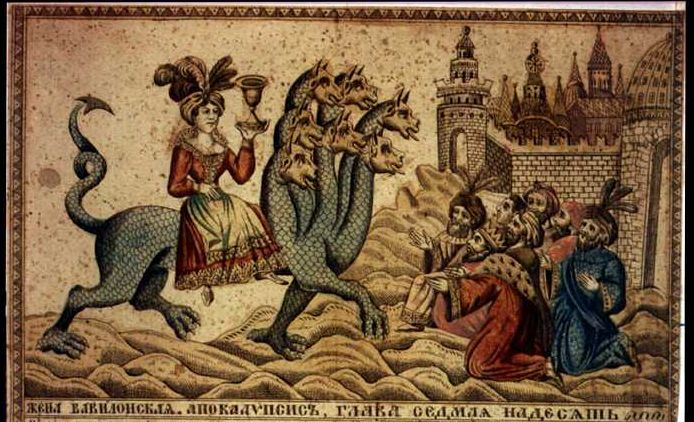
Een Russische gravure toont de Hoer van Babylon rijdend op een zevenkoppig Beest.

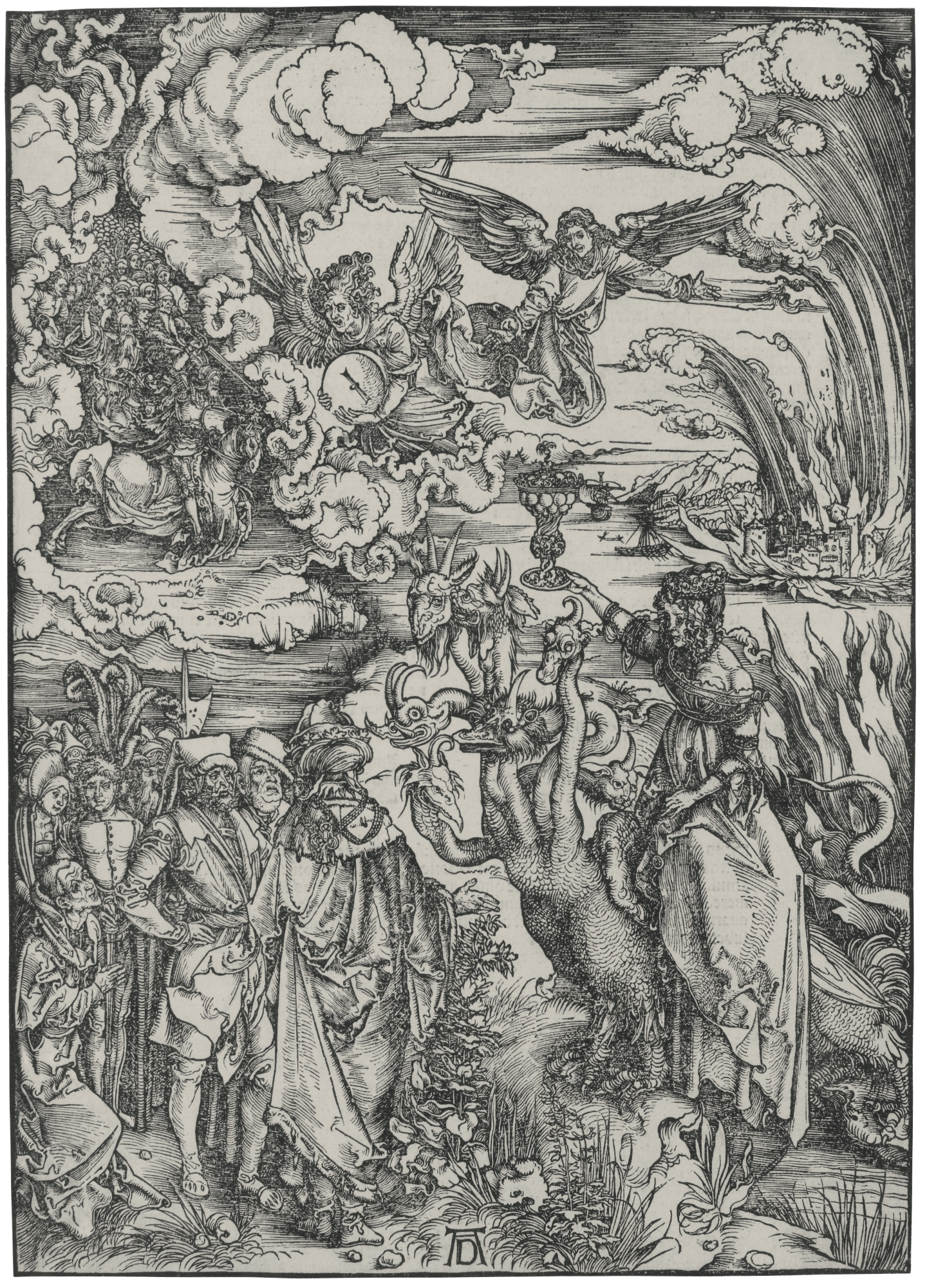
De Hoer van Babylon door Albrecht Dürer (1496 - 98)

De hoer van Babylon is een personage dat voorkomt in Openbaring 17 en 18. In vrijwel alle interpretaties worden de verhalen over de hoer van Babylon allegorisch opgevat, waarbij zij symbool staat voor de tegenstanders van de gelovige christenen in het algemeen en in het Romeinse Rijk in het bijzonder.

## In Openbaring
In Openbaring wordt de hoer in diverse vormen als "Babylon de grote" (Βαβυλὼν ἡ μεγάλη) aangeduid (Openbaring 14:8). Ze berijdt een scharlakenrood beest met zeven koppen en tien hoorns (Openbaring 17:3). Op haar voorhoofd staat haar naam geschreven; deze heeft een geheime betekenis, namelijk dat zij de "moeder van alle hoeren en gruwelijkheden" is (Openbaring 17:5).
De beschrijving van de hoer wijst er sterk op dat zij een allegorie van Rome is. Zo wordt gezegd dat ze op zeven heuvelen zit en dat ze een stad is die over de koningen op aarde heerst (Openbaring 17:9,18). De rijkdom en pracht van de hoer is vergankelijk. Van de ene dag op de andere, zelfs van het ene uur op het andere, wordt ze in bittere armoede, naaktheid en eenzaamheid gestort (Openbaring 18:17-19). Hierover jubelen allen die onder haar heerschappij hebben geleden, de christenen in het bijzonder (Openbaring 18:24-19:3).

## Interpretaties

### Moderne commentatoren

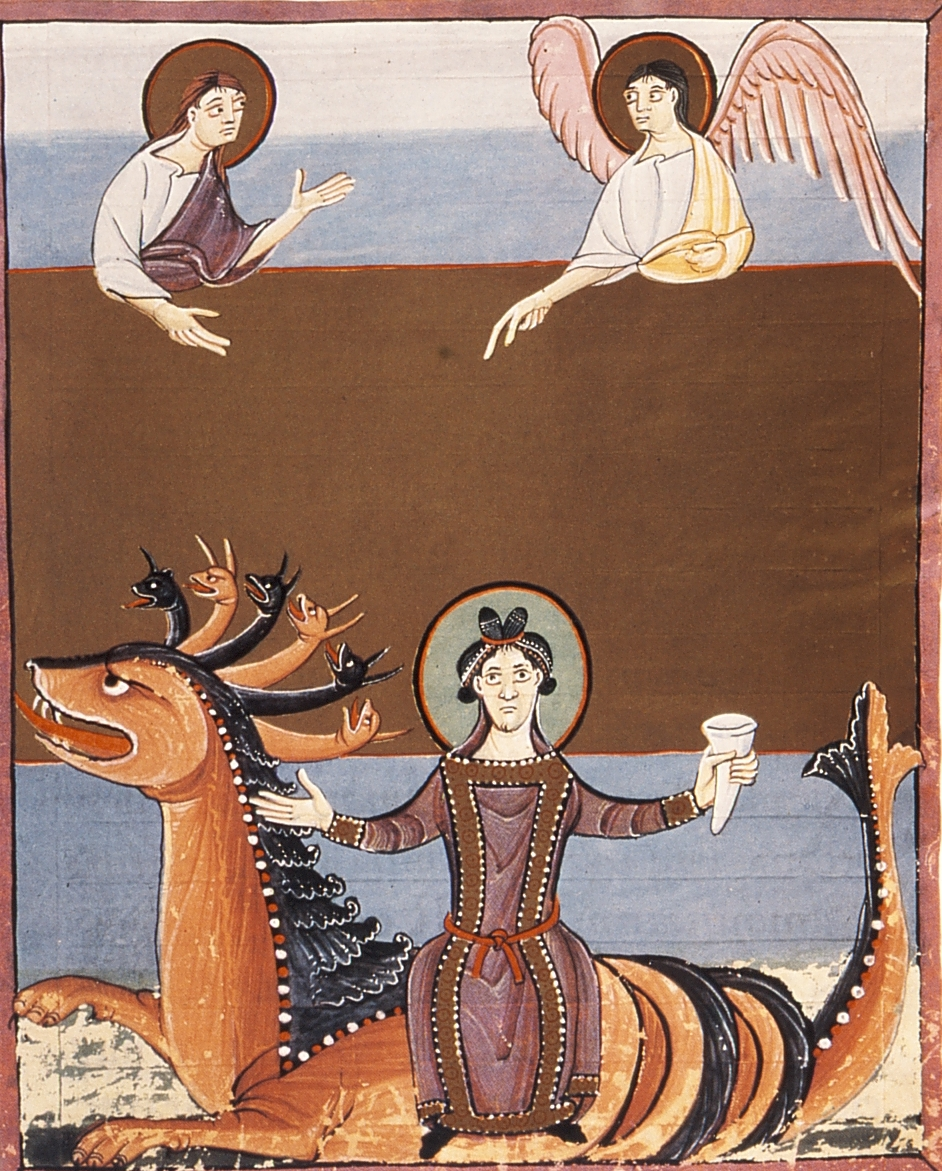
De Hoer van Babylon, in de Bamberger Apokalypse

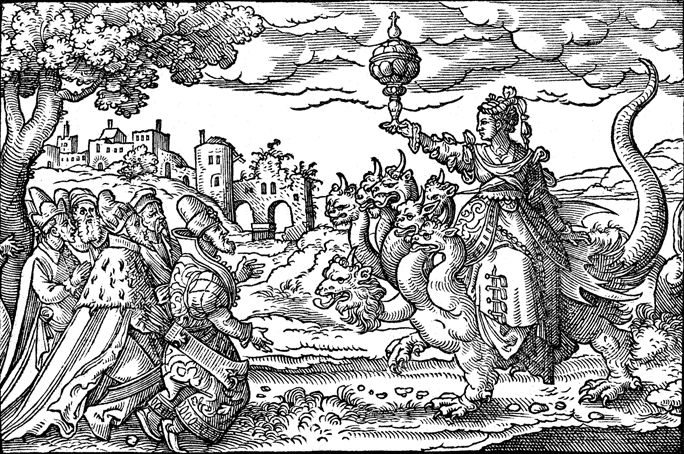
De Hoer van Babylon, door Lucas Cranach (1472-1553)
(Afgebeeld met pauselijke tiara)

De hoer van Babylon draagt haar naam op haar voorhoofd, waarschijnlijk in contrasterende werking met de 144.000 volgelingen van het Lam, die de naam van het Lam en van diens Vader op hun voorhoofd droegen (Openbaring 3:12, 14:1). De naam is een mysterie, men moet er iets anders achter zoeken dan de letterlijke betekenis. De identiteit van de grote hoer en van de vrouw op het beest gaat dus schuil achter de naam van het grote Babel. De grote Babelliederen van de Hebreeuwse Bijbel staan in Jesaja 13, 14 en 21 en Jeremia 50 en 51. Daniël 4:27 spreekt ook al van het 'grote' Babel.
De meeste commentatoren interpreteren Babel als Rome, maar niet primair als een historische, aardrijkskundige grootmacht maar als dogmatische grootheid: zijn geloof wil daar de overal aanwezig gedachte satanische machten concreter lokaliseren. Reeds in de Hebreeuwse Bijbel en zeker bij Daniël was Babel eerder een symbolisch centrum voor menselijke hoogmoed en anti-Israël krachten dan dat het een historische benaming was; met Babel = Rome zal het niet anders geweest zijn. Vers 6 beschrijft de vrouw als "dronken van het bloed van de heiligen en van de getuigen van Jezus", een duidelijke zinspeling op de christenvervolgingen door Nero of Domitianus.
De in vers 9 genoemde zeven heuvelen worden algemeen gezien als verwijzing naar de zeven heuvelen van Rome. In vers 10 en 11 wordt gezegd dat ze ook zeven "koningen" afbeelden, waarvan er "vijf gevallen zijn, één er is en de ander nog niet is gekomen". De meeste commentatoren kiezen voor een van de volgende toepassingen, waarbij de eerste keizer al dan niet antichristelijk is:
|                                | I                                                                                | II                                       |
| ------------------------------ | -------------------------------------------------------------------------------- | ---------------------------------------- |
| 'vijf van hen zijn gevallen'   | Augustus (31-14) Tiberius (14-37) Caligula (37-41) Claudius (41-54) Nero (54-68) | Caligula Claudius Nero Vespasianus Titus |
| 'één is er'                    | Vespasianus (69-79)                                                              | Domitianus                               |
| 'de ander is nog niet gekomen' | Titus (79-81)                                                                    | Nerva (96-98)                            |
| het Beest zelf de achtste      | Domitianus (81-96)                                                               | Trajanus (98-117)                        |

### Overige interpretaties
De hoer van Babylon zou volgens Openbaring hoererij plegen met het Beest en vervolgens ook door hem worden uitgeschakeld. Volgens sommigen duidt deze hoererij op religiositeit met een sterk politieke en maatschappelijke betrokkenheid, die resulteert in een aanvaarden van leringen die tegengesteld zijn aan de christelijke leer. Het kan ook op een religie duiden die is gebaseerd op occulte praktijken.
Door sommige orthodox-protestanten wordt het pausdom, met de Heilige Stoel in Rome, gezien als de hoer van Babylon.
Andere interpretaties wijzen op het morele verval van de wereld als geheel. Ook werd Jeruzalem wel genoemd als het Babylon dat in Openbaring wordt beschreven.
Jehova's getuigen zien deze hoer als "het wereldrijk van valse religie", daarmee bedoelt deze leer alle religies, christelijk of niet christelijk, buiten Jehova's getuigen.